# Ananas sagenaria
Ananas sagenaria je rostlina z čeledi broméliovité, druh ananasovníku. Jsou to byliny s přízemní listovou růžicí dlouhých úzkých listů. Plodenství vyrůstající na stonku má krycí šupinaté listeny. Na bázi plodenství vyrůstají stolony. V minulosti byl tento druh někdy řazen do samostatného rodu pod názvem Pseudananas sagenarius.